# Salifo Caropitche
Salifo Caropitche Mendes (Bafatá, 19 de junio de 2001) es un futbolista bisauguineano que juega como delantero centro en el CD Tenerife de la Segunda División .

## Trayectoria
Emigrando de pequeño desde su país hasta la isla de Lanzarote, se comienza a formar en varios clubes de las islas Canarias como la UD Lanzarote, Altavista CF y finalmente el CD Orientación Marítima. En 2020 firma por el CD Tahíche de la Primera Regional Aficionado-Lanzarote, convirtiéndose en un habitual goleador del equipo.
El 23 de julio de 2021 se une al CD Mensajero de la Segunda Federación. Apenas un año después firma por el CD Mirandés para jugar en su filial en la Tercera Federación.
Logra debutar con el primer equipo el 13 de agosto de 2022 al entrar como suplente en los minutos finales de un empate por 1-1 frente al Sporting de Gijón en la Segunda División.
En 2023 forma parte del CD Tenerife para jugar en su filial en la Tercera Federación.
Logra debutar con el primer equipo el 26 de noviembre de 2023 al entrar como suplente en los minutos finales de un empate por 1-1 frente al FC Cartagena en la Segunda División.

## Clubes
Actualizado al último partido disputado el 13 de agosto de 2022.
| Club            | País   | Año       | Partidos | Goles |
| --------------- | ------ | --------- | -------- | ----- |
| CD Mensajero    | España | 2021-2022 | 23       | 2     |
| CD Mirandés "B" | España | 2022-act. | 0        | 0     |
| CD Mirandés     | España | 2022-act. | 1        | 0     |
| CD Tenerife "B" | España | 2023-act. |          |       |
| CD Tenerife     | España | 2023-act. |          |       |